# Alexander Payne
Constantine Alexander Payne (* 10. Februar 1961 in Omaha, Nebraska) ist ein griechisch-US-amerikanischer Filmregisseur und Drehbuchautor. Er wurde je zweimal mit dem Oscar und dem Golden Globe Award ausgezeichnet. Mit seinen oft satirischen und tragikomischen Filmen etablierte er sich als wichtiger Autorenfilmer des amerikanischen Kinos.

## Leben
Payne entstammt einer griechisch-deutschen Familie, die ihren Nachnamen von Papadopoulos in Payne änderte. Er besuchte die Creighton Prep High School in Omaha. Bevor er 1990 an der UCLA-Filmhochschule in Los Angeles seinen Abschluss machte, studierte er Spanisch und Geschichte an der Stanford University. Sein Abschlussfilm an der UCLA war zugleich sein Debütfilm: The Passion of Martin war eine mit minimalem Budget entstandene Verfilmung des Romans Der Tunnel von Ernesto Sabato.
Seinen Bekanntheitsgrad steigerte er mit der satirischen Komödie Baby Business (1996, Originaltitel Citizen Ruth), welche die heftigen Debatten um Schwangerschaftsabbrüche in den USA zum Thema hatte. Seine nächster Film Election (1999) verarbeitete Politik sowie das amerikanische Schulwesen auf satirische Weise, die Komödie mit Matthew Broderick und Reese Witherspoon in den Hauptrollen handelt von einer zunehmend eskalierenden Schülersprecherwahl. Hierfür erhielt Payne seine erste Oscar-Nominierung in die Kategorie Bestes adaptiertes Drehbuch.
2002 inszenierte Payne die Tragikomödie About Schmidt mit Jack Nicholson in der Rolle eines Versicherungsangestellten, der mit dem Renteneintritt in eine Existenzkrise gerät.  Für seinen 2004 erschienenen Film Sideways, den er wie alle seine vorherigen Filme zusammen mit Jim Taylor verfasste, erhielt er 2004 insgesamt 34 Auszeichnungen, darunter den Oscar und den Golden Globe Award. Sideways handelt von zwei frustrierten Freunden im mittleren Alter, die auf einer gemeinsamen Reise in ein kalifornisches Weinanbaugebiet über ihr Leben resümieren und Frauenbekanntschaften schließen. 2006 inszenierte Payne einen Teil des Episodenfilms Paris, je t’aime
Sein nächster Film The Descendants – Familie und andere Angelegenheiten (The Descendants) mit George Clooney in der Hauptrolle eines gebeutelten Familienvaters war bei seinem Erscheinen im Jahr 2011 ein großer Kritikerfolg und erhielt insgesamt fünf Oscar-Nominierungen. Im Jahr 2012 wurde er in die Wettbewerbsjury der 65. Internationalen Filmfestspiele von Cannes berufen. Das 2013 erschienene Drama Nebraska, in dem Bruce Dern als seniler Rentner durch den Mittleren Westen irrt, konnte an die vorherigen Erfolge anknüpfen, es erhielt sechs Nominierungen. Ende August 2017 eröffnete Payne mit der Science-Fiction-Tragikomödie Downsizing die 74. Internationalen Filmfestspiele von Venedig. Downsizing wurde zwar überwiegend als interessanter Film gesehen, erfuhr aber im Vergleich zu Paynes vorherigen Filmen eine durchwachsene Rezeption. 2019 sollte er für Netflix einen Film mit Mads Mikkelsen nach einer Vorlage von Karl Ove Knausgård drehen, allerdings zog Knausgård wenige Tage vor Drehbeginn seine Zustimmung zurück und das Projekt musste gestoppt werden.
2023 entstand nach einem Drehbuch von David Hemingson die Tragikomödie The Holdovers, bei der Payne nach Sideways erneut mit Schauspieler Paul Giamatti zusammenarbeitete. Der Film wurde im Jahr 2024 für fünf Oscars nominiert.
Im Jahr 2025 wurde Payne als Jurypräsident des Filmfestivals von Venedig ausgewählt.

### Privates
Am 1. Januar 2003 heiratete Payne die Schauspielerin Sandra Oh. Die Ehe wurde 2007 geschieden. Am 8. Februar 2022 nahm Payne die griechische Staatsbürgerschaft an.

## Stil
Payne wurde bekannt für seine Filme, die düstere Themen mit schrulligem Humor verbinden. Mit satirischem Humor zeichnet er in vielen seiner Filme ein Bild der gegenwärtigen amerikanischen Gesellschaft. Larry Gross schrieb nach Nebraska über den Regisseur im Film Comment: „Payne wird einer der großen amerikanischen, liberal-konservativen Filmemacher. Es ist die Ahnenschaft von Capra und Ford wie auch Sturges. Es enthält die liberale Kritik von Gier und Besitzsucht, und das konservative Beharren, dass etwas an der Idee von amerikanischer Außergewöhnlichkeit und der Zelebrierung des beseelten Individuums wahr ist, dass unsere Landschaft uns und unsere Familien zu einer einzigartig heroischen und noblen Sache macht.“
Bei seinen Filmen als Regisseur arbeitete Payne bisher stets mit dem Filmeditor Kevin Tent zusammen. Neben seinen eigenen Regiearbeiten wurde Payne auch schon mehrmals engagiert, um problematische Drehbücher zu überarbeiten, etwa das von Jurassic Park III.

## Filmografie
als Regisseur
- 1991: The Passion of Martin

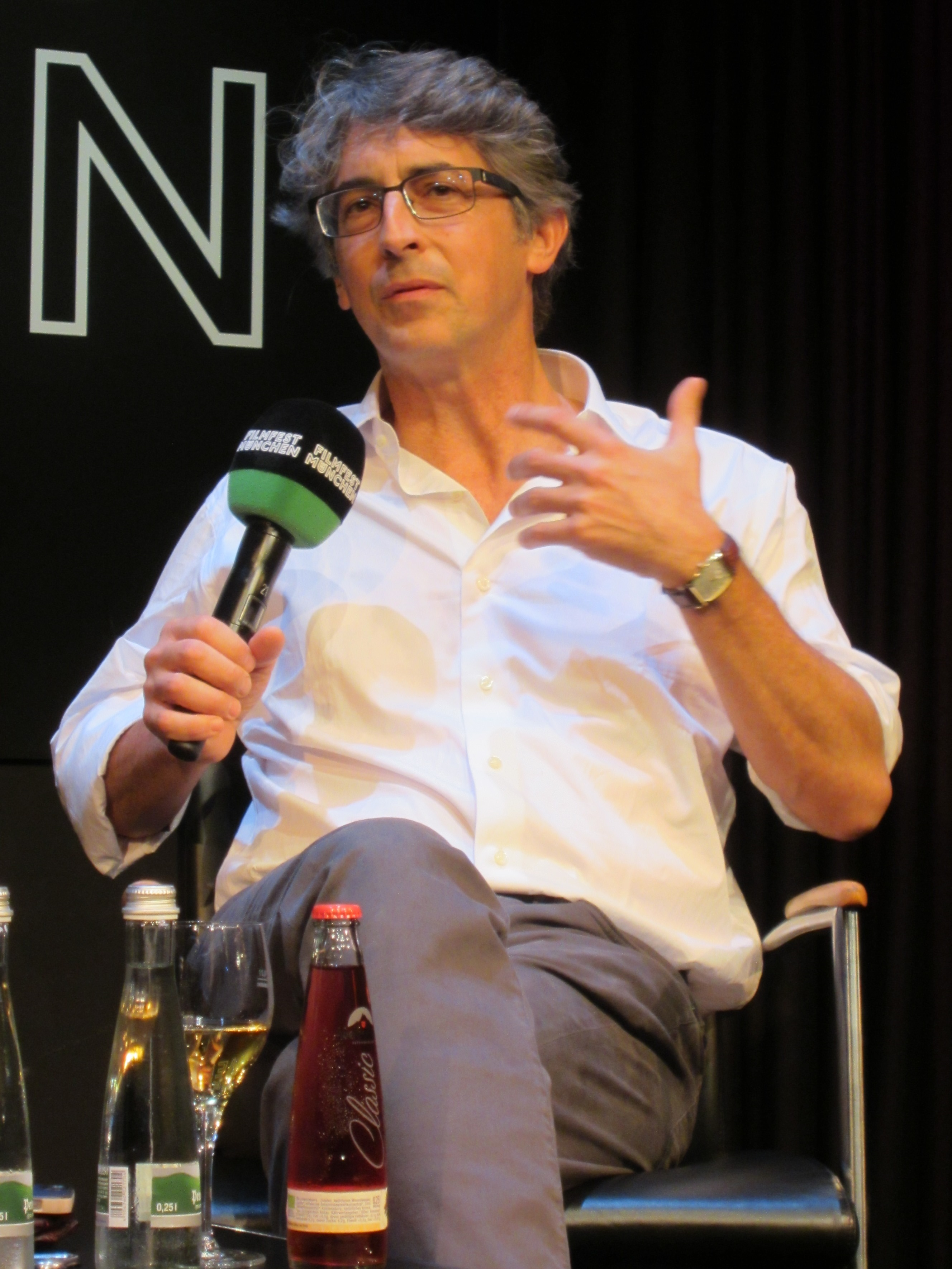
Alexander Payne beim Filmfest München 2015

- 1996: Baby Business (Citizen Ruth)
- 1999: Election
- 2002: About Schmidt
- 2004: Sideways
- 2006: Paris, je t’aime (Episode 14e arrondissement)
- 2011: The Descendants – Familie und andere Angelegenheiten (The Descendants)
- 2013: Nebraska[6]
- 2017: Downsizing
- 2023: The Holdovers

als Drehbuchautor
- 1991: The Passion of Martin
- 1996: Baby Business (Citizen Ruth)
- 1999: Election
- 2001: Jurassic Park III
- 2002: About Schmidt
- 2004: Sideways
- 2007: Chuck und Larry – Wie Feuer und Flamme (I Now Pronounce You Chuck & Larry)
- 2011: The Descendants – Familie und andere Angelegenheiten (The Descendants)
- 2017: Downsizing

als Produzent
- 2007: King of California
- 2011: The Descendants – Familie und andere Angelegenheiten (The Descendants)
- 2017: Downsizing

## Auszeichnungen
- Oscar
  - 2000 – Nominierung Bestes adaptiertes Drehbuch – Election
  - 2004 – Nominierung Beste Regie – Sideways
  - 2004 – Auszeichnung Bestes adaptiertes Drehbuch – Sideways
  - 2012 – Nominierung Bester Film – The Descendants – Familie und andere Angelegenheiten
  - 2012 – Nominierung Beste Regie – The Descendants – Familie und andere Angelegenheiten
  - 2012 – Auszeichnung Bestes adaptiertes Drehbuch – The Descendants – Familie und andere Angelegenheiten
  - 2014 – Nominierung Beste Regie – Nebraska
- Golden Globe Award
  - 2003 – Nominierung Beste Regie – About Schmidt
  - 2003 – Auszeichnung Bestes Filmdrehbuch – About Schmidt
  - 2004 – Nominierung Beste Regie – Sideways
  - 2004 – Auszeichnung Bestes Filmdrehbuch – Sideways
- Goldene Himbeere
  - 2008 – Nominierung Schlechtestes Drehbuch – Chuck und Larry – Wie Feuer und Flamme
- Online Film Critics Society Awards
  - 1999 – Auszeichnung Bestes adaptiertes Drehbuch – Election
  - 2002 – Nominierung Bestes adaptiertes Drehbuch – About Schmidt
  - 2004 – Nominierung Beste Regie – Sideways
  - 2004 – Auszeichnung Bestes adaptiertes Drehbuch – Sideways
  - 2014 – Nominierung Beste Regie – Nebraska
- Locarno Film Festival
  - 2025 – Auszeichnung mit dem Ehrenleopard[7]